# Animal (canción de Pearl Jam)
«Animal» es una canción del grupo de grunge estadounidense Pearl Jam, incluida en su segundo álbum Vs. Fue lanzada como segundo sencillo promocional del álbum en 1993 e incluida en su recopilación de grandes éxitos, el álbum Rearviewmirror: Greatest Hits 1991-2003. Como dato curioso ésta ha sido la única canción interpretada en los MTV Video Music Awards en 1993, a pesar de no tener ningún vídeo que la acompañara.

## Significado de la letra
El significado de la canción usualmente causa confusión entre los seguidores del grupo, ya que en ocasiones se piensa que la canción trata acerca del trato que recibía Pearl Jam por parte de los medios masivos de comunicación en los Estados Unidos, mientras que por otra parte se piensa que es acerca de una violación en grupo. Por comentarios que ha hecho el grupo, se puede pensar que el significado correcto es el primero. El tema de los medios de comunicación será abordado frecuentemente por Eddie Vedder en sus letras a lo largo de Vs. y del siguiente álbum Vitalogy.

## Formatos y lista de canciones
Toda la información está tomada de varias fuentes.
Todas las canciones están acreditadas a Abbruzzese, Ament, Gossard, McCready, Vedder excepto donde se indica.
- Sencillo en CD (Estados Unidos, Alemania y Austria)
  - Canciones en vivo grabadas en el Fox Theater, Atlanta, Georgia, 3 de abril de 1994.

1. «Animal» – 2:47
2. «Animal» (En vivo) – 3:00
3. «Jeremy» (En vivo) (Vedder, Ament) – 5:31

- Sencillo en CD (Australia)

1. «Animal» – 2:47
2. «Jeremy» (Vedder, Ament) – 5:18
3. «Oceans» (Vedder, Gossard, Ament) – 2:44
4. «Alive» (En vivo) (Vedder, Gossard) – 4:57

- Sencillo en CD (Australia)
  - Canciones en vivo grabadas en el Fox Theater, Atlanta, Georgia, 3 de abril de 1994.

1. «Animal» – 2:47
2. «Jeremy» (En vivo) (Vedder, Ament) – 5:31
3. «Daughter» (En vivo) – 5:07
4. «Animal» (En vivo) – 3:00

- Sencillo en casete (Australia)

1. «Animal» – 2:47
2. «Jeremy» (Vedder, Ament) – 5:31
3. «Oceans» (Vedder, Gossard, Ament) – 2:44
4. «Alive» (En vivo) (Vedder, Gossard) – 4:57

- Sencillo en casete (Australia)
  - Canciones en vivo grabadas en el Fox Theater, Atlanta, Georgia, 3 de abril de 1994.

1. «Animal» – 2:47
2. «Jeremy» (En vivo) (Vedder, Ament) – 5:31
3. «Daughter» (En vivo) – 5:07
4. «Animal» (En vivo) – 3:00